# Dan Sheehan
Dan Sheehan (Dublino, 17 settembre 1998) è un rugbista a 15 irlandese, che gioca come tallonatore nel Leinster.

## Biografia
Sheehan si formò rugbisticamente nelle formazioni giovanili del Clongowes Wood College. Entrato a far parte dell'accademia del Leinster, disputò la stagione 2019-2020 dell'All-Ireland League in prestito al Lansdowne. Dopo aver firmato il suo primo contratto professionistico con la franchigia, debuttò, segnando due mete, contro le Zebre nella terza giornata del Pro14 2020-2021; campionato poi vinto dalla formazione irlandese. Nell'annata successiva esordì anche nelle coppe europee. Fu eletto miglior tallonatore dello United Rugby Championship 2022-2023, dove raggiunse la semifinale.
A livello internazionale, Sheehan disputò il Campionato World Rugby Under-20 2018 con la rappresentativa irlandese di categoria. Fu convocato nell'Irlanda dal ct Andy Farrell in occasione dei test-matches del novembre 2021, nei quali fece il suo debutto contro il Giappone. Giocò per la prima volta titolare in nazionale nella partita con l'Inghilterra del Sei Nazioni 2022, torneo nel quale segnò la sua prima meta internazionale contro la Scozia. Nell'annata successiva, fece parte della selezione che conquistò il Grande Slam nel Sei Nazioni 2023.

## Palmarès
- Pro14: 1
Leinster: 2020-21